# Hohentauern
Hohentauern är en ort och kommun i distriktet Murtal i förbundslandet Steiermark i Österrike. Kommunen är belägen vid högsta punkten för passvägen över Triebener Tauern på 1 274 m ö.h. Den består av två orter (Ortschaften) (inom parentes invånarantal 1 januari 2024):
- Hohentauern (310)
- Triebental (64)

Samhället vid passövergången omnämndes redan år 1140 för första gången. Hohentauern var gruvort fram till 1990-talet, när först magnesitbrytningen i Sunk och sedan grafitbrytningen vid Kaiserberg lades ner.
Idag är Hohentauern en turistkommun med både sommar- och vinterturism.